# Jubbada Dhexe
Juba Mitjà (somali: Jubbada Dhexe; àrab: جوبا الوسطى, Jūbbā al-Wusṭà) és una regió administrativa (gobolka) del sud de Somàlia. La seva capital és Bu'aale. Limita amb les regions somalis de Gedo, Bay, al nord, Shabeellaha Hoose, a l'est, Jubbada Hoose a l'oest, i amb l'oceà Índic al sud. El riu Juba travessa la regió i li dona nom; per una modificació interna de límits el districte de Bu'aale es va estendre fins a la frontera de Kenya. Al districte viu una petita minoria de bantus.
És una regió relativament petita en superfície (23.000 km², la tercera més petita després de Banaadir (Mogadiscio) i Shabeellaha Dhexe) i població (uns 150.000 habitants estimats vers 1984), però el territori és fèrtil degut al riu Juba que en aquesta part porta sempre aigua. Durant i després de la gran sequera del 1974 la regió va acollir molts pagesos i ramaders d'altres parts establerts a la zona per orde del govern de Siad Barre, en lloc com Dajuma, Bu'ale, Sakow i Jilib. La factoria Marerey, la més gran de Somàlia (fabricava productes químics, sucre, i plastics entre d'altres, damnada per la guerra, era a Jilib.
Des de finals del 1999 i fins al 2006 el territori fou controlat per l'Aliança de la Vall del Juba; el 2006 va passar a la Unió de Corts Islàmiques de Somàlia. Amb la caiguda del règim per la invasió dels etíops (finals de desembre del 2006), va quedar en mans de clans locals; a l'estiu del 2008 la majoria dels clans estaven aliats al Moviment de la Joventut Mujahideen.
La regió fou creada el 1982 i dividida en tres districtes:
- Bu'aale (capital)
- Jilib o Jillib (Gilib), ciutat més poblada
- Sakow

Després s'hi va afegir el districte de:
- Dujuma

## Clans
- Darod
  - Harti
  - Ogadeni
  - Sade
- Hawiye
  - Abgaal
  - Ajuran
  - Habar gidir
  - Sheekhaal
- Rahanweyn (Digil i mirifle)
  - Tunni
  - Moalinweyne
  - Jiido
  - Geelidle
  - Luway
  - Boqolhore
  - Dabare
  - Asharaaf Sarmaan